# Janka Kupala
Janka Kupala, bělorusky Я́нка Купа́ла, vlastním jménem Ivan Daminikavič Lucevič, bělorusky Іва́н Даміні́кавіч Луцэ́віч (7. července 1882 – 28. června 1942) byl běloruský spisovatel a básník.
Svá díla psal bělorusky (krom první polsky psané básně), a to i v době, kdy působil v Litvě a v Rusku a je tak považován za jednu z hlavních postav běloruského národního obrození. Přeložil mimo jiné text Internacionály do běloruštiny. Byl odpůrcem carismu a Říjnovou revoluci uvítal. V éře Sovětského svazu byl často kritizován za „běloruský nacionalismus“, ale dostalo se mu i oficiálních poct, roku 1941 například obdržel Leninův řád. Zemřel po pádu do schodišťové šachty Hotelu Moskva. Oficiální verze hovořila o nešťastné náhodě, spekulace o sebevraždě či vraždě však nikdy neutichly.
V roce 1927 se léčil v Karlových Varech. V roce 1935 pobýval opět v Československu.